# Neuss Am Kaiser
Neuss Am Kaiser (niem: Haltepunkt Neuss Am Kaiser) – przystanek kolejowy w Neuss, w regionie Nadrenia Północna-Westfalia, w Niemczech. Znajduje się on w dzielnicy Barbaraviertel na trasie S-Bahn Neuss - Düsseldorf. Oprócz Barbaraviertel obsługuje także Heerdt i Meerbusch-Süd. Jest obok głównego dworca drugim punktem przesiadki pomiędzy S-Bahn Ren-Ruhr i Stadtbahn Düsseldorf na obszarze Neuss.
Według klasyfikacji Deutsche Bahn dworzec posiada kategorię 4.

## Położenie
Przystanek znajduje się w km 2,67 trasy nr 2525 (Neuss Hauptbahnhof - Düsseldorf Hauptbahnhof - Wuppertal Hauptbahnhof - Schwelm - Linderhausen). Planowo obsługiwany jest wyłącznie przez pociągi S-Bahn Ren-Ruhr. Na północ od S-Bahn biegnie trasa nr 2550 (Aachen Hauptbahnhof - Mönchengladbach Hbf - Neuss Hauptbahnhof - Düsseldorf Hauptbahnhof - Wuppertal Hauptbahnhof - Kassel Hbf) służącej połączeniom regionalnym, dalekobieżnym i towarowym. Równolegle do torów biegnie Willy-Brandt-Ring (droga nr 137).
Peron wyspowy ma długość 146 metrów i 96 centymetrów wysokości. Drogę dojazdową do przystanku stanowi Düsseldorfer Straße (droga nr 380).

## Historia
Przystanek Neuss Am Kaiser został otwarty w dniu 29 maja 1988 r. wraz z budową trasy S-Bahn wschód-zachód, w celu wykorzystania Barbaraviertel. Linia Mönchengladbach – Düsseldorf została rozbudowana do czterech torów między Neuss Hbf i Düsseldorf Hbf. W trakcie budowy, przekazanie Düsseldorfer Straße została poszerzona z 15 do 36 metrów. Ulica biegnie bezpośrednio pod przystankiem i możliwa jest bezpośrednia przesiadka na linię tramwajową Düsseldorf – Neuss.

## Linie kolejowe
- Mönchengladbach – Düsseldorf